# フランケンシュタインの怒り
『フランケンシュタインの怒り』（フランケンシュタインのいかり、原題：The Evil of Frankenstein）は、1964年にイギリスのハマー・フィルム・プロダクションが製作したホラー映画。

## 概要
本作は『フランケンシュタインの復讐』の続編で、ピーター・カッシング主演の「フランケンシュタインシリーズ」第3作に当たるが、シリーズで唯一監督がテレンス・フィッシャーではない。また、前二作はハリウッド資本で製作されたものの、本作ではイギリス資本で製作されている。
怪物のデザインはユニバーサル版に近い。

## キャスト
役名、俳優、日本語吹替。
- フランケンシュタイン男爵 - ピーター・カッシング（声：高塔正康）
- ゾルタン - ピーター・ウッドソープ（声：立壁和也）
- 警察署長 - ダンカン・ラモント（声：家弓家正）
- ハンス - サンドール・エルス（声：納谷六朗）
- レナ - キャティ・ワイルド（声：渡辺和子）
- 村長 - デヴィッド・ハッチソン（声：千葉順二）
- 司教 - ジェームズ・マックスウェル（声：桑原毅）
- 酔っ払い - ハワード・グーニー（声：肝付兼太）
- 村長の妻 - キャロン・ガードナー
- 怪物 - キウイ・キングストン（声：西尾徳）

日本語吹替はテレビ放送時のもので、スティングレイ発売のDVDに収録。

## スタッフ
- 製作：アンソニー・ハインズ
- 監督：フレディ・フランシス
- 脚本：ジョン・エルダー
- 音楽：ドン・バンクス
- 撮影：ジョン・ウィルコックス
- 編集：ジェームズ・ニーズ